# Sabiaceae
Famille
Synonymes
- Meliosmaceae Endl.[1]
- Meliosmaceae Meisn.[2]
- Millingtoniaceae Wight & Arn., nom. illeg.[2]
- Wellingtoniaceae Meisn.[2]
- Wellingtoniaceae Meisner[1]

Les Sabiacées, ou Sabiaceae, sont une famille de plantes dicotylédones dont la classification et la composition sont souvent remises en question. La classification phylogénétique APG IV (2016) rattache cette famille à l'ordre des Proteales et trois genres sont le plus souvent distingués. Les plantes du genre Sabia sont des lianes ou des arbustes, des régions subtropicales à tropicales, originaires de l'Inde, de l'Extrême-Orient ou des Îles Salomon. Les centaines d'espèces des genres Meliosma et Ophiocaryon  sont des arbres et des arbustes à feuilles persistantes des régions subtropicales d'Amérique et d'Asie.

## Étymologie
Le nom vient du genre Sabia dérivé de l'hindi sab-ya, nom indien du Sabia lanceolata autrement appelé Sabia kachinica H. Y. Chen.

## Classification
En classification classique de Cronquist (1981), cette famille est rattachée à l'ordre des Ranunculales.
Pour la classification phylogénétique APG (1998), la divergence de cette famille se situe à la base des Dicotylédones vraies (Eudicots).
Le Angiosperm Phylogeny Website [22 jan 2009] assigne cette famille à l'ordre des Sabiales, mais la classification phylogénétique APG III (2009) continue à l'assigner sans ordre sous Dicotylédones vraies.
La classification phylogénétique APG IV (2016) rattache cette famille à l'ordre des Proteales.

## Liste des genres
Selon ITIS (7 mai 2020) :
- genre Meliosma Blume

Selon BioLib (7 mai 2020), Catalogue of Life (7 mai 2020), GRIN (7 mai 2020) et  NCBI (7 mai 2020) :
- genre Meliosma Blume
- genre Ophiocaryon Endl.
- genre Sabia Colebr.

Selon Paleobiology Database (7 mai 2020) :
- genre Bognoria
- genre Meliosma
- genre Sabiocaulis
- genre Sabioxylon

Selon Tropicos (7 mai 2020) (Attention liste brute contenant possiblement des synonymes) :
- genre Androglossum Champion ex Bentham
- genre Changiodendron R.H. Miao
- genre Enantia Falc.
- genre Heterapithmos Turcz.
- genre Kingsboroughia Liebm.
- genre Lorenzanea Liebm.
- genre Meliosma Blume
- genre Meniscosta Blume
- genre Oligostemon Turcz.
- genre Ophiocaryon Endl.
- genre Phoxanthus Benth.
- genre Sabia Colebr.
- genre Wellingtonia Meisn.

## Liste des genres et espèces
Selon GRIN (7 mai 2020) (Attention liste brute contenant possiblement des synonymes) :
- genre Meliosma
  - Meliosma dilleniifolia (Wall. ex Wight & Arn.) Walp.
  - Meliosma myriantha Siebold & Zucc.
  - Meliosma pinnata (Roxb.) Maxim.
  - Meliosma simplicifolia (Roxb.) Walp.
  - Meliosma spp.
  - Meliosma sumatrana (Jack) Walp.
  - Meliosma veitchiorum Hemsl.
- genre Ophiocaryon
  - Ophiocaryon heterophyllum (Benth.) Urb.
- genre Sabia
  - Sabia pauciflora Blume

Selon NCBI (23 avr. 2010) :
- genre Meliosma
  - Meliosma cuneifolia
  - Meliosma dilleniifolia
  - Meliosma rigida
  - Meliosma simplicifolia
  - Meliosma squamulata
  - Meliosma veitchiorum
- genre Sabia
  - Sabia campanulata
  - Sabia japonica
  - Sabia swinhoei